# مک‌دید (کارولینای شمالی)
مک‌دید (به انگلیسی: McDade) یک منطقهٔ مسکونی در ایالات متحده آمریکا است که در شهرستان اورنج، کارولینای شمالی واقع شده‌است. مک‌دید ۲۲۱٫۹ متر بالاتر از سطح دریا واقع شده‌است.